# Distretto di Qobda
Il distretto di Qobda (in kazako: Қобда ауданы) è un distretto (audan) del Kazakistan con  capoluogo Qobda.